# 韓服
韓服（かんふく、かんぷく、ハンボッ, ハンボク）は、朝鮮半島地域の民族衣装である。韓服は韓国での呼び方で、朝鮮服は北朝鮮での呼び方である。

## 概要
チョゴリ（赤古里、襦、저고리）とは上半身の衣服であり、男女とも共通。下半身の衣服は女性用はチマ（裳）、男性用はバジと呼ばれている。そして、頭に冠帽（かんむり）を載せ、腰に帯を巻き、そして靴または履（ぞうり）を履く。この上にトゥルマギ（外套の一種）を着用すれば耐寒性を強化した胡服系統の衣服となる。
チョゴリあるいはチマチョゴリと呼ばれることが多いが、韓国では女性のチマチョゴリ（치마 저고리）、男性のパジチョゴリ（바지 저고리）、子供のセクトンチョゴリ（색동 저고리）なども含めて民族衣装全体を広く韓服（한복、ハンボク）と呼び、北朝鮮では同様に朝鮮服（조선옷、チョソノッ）と呼んでいる。いずれも民族衣装である。
日常生活で着ることはほぼ無くなったが、名節や身内の結婚式など特別な日の儀礼衣装となっている。
男性の韓服の場合、チョゴリ（上衣）とバジ（下衣）にチョッキあるいはマゴジャ（馬褂子／重ね着する上着）を着る。さらにトゥルマギ（周莫衣／外套の一種）を着れば、外出着から礼服としても通用する服装となる。

## 歴史

### 百済

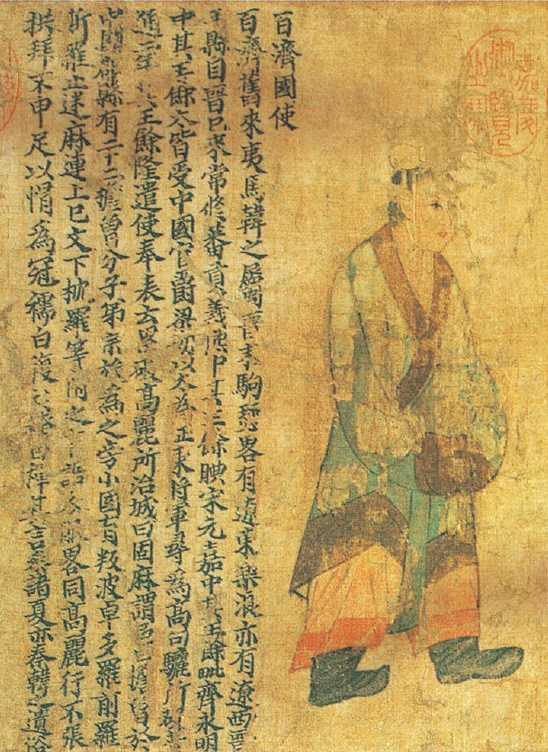
百済の使臣
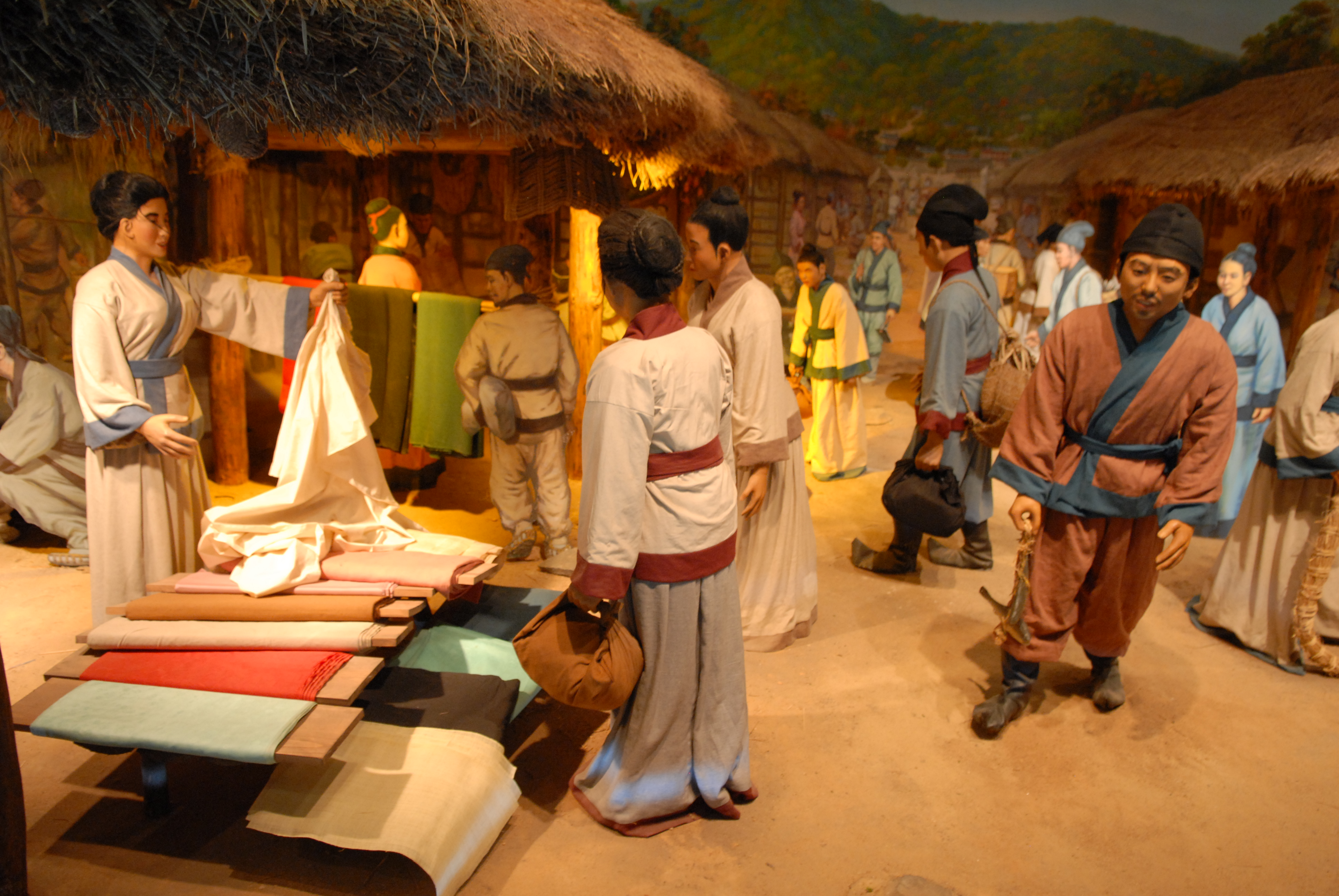

### 新羅

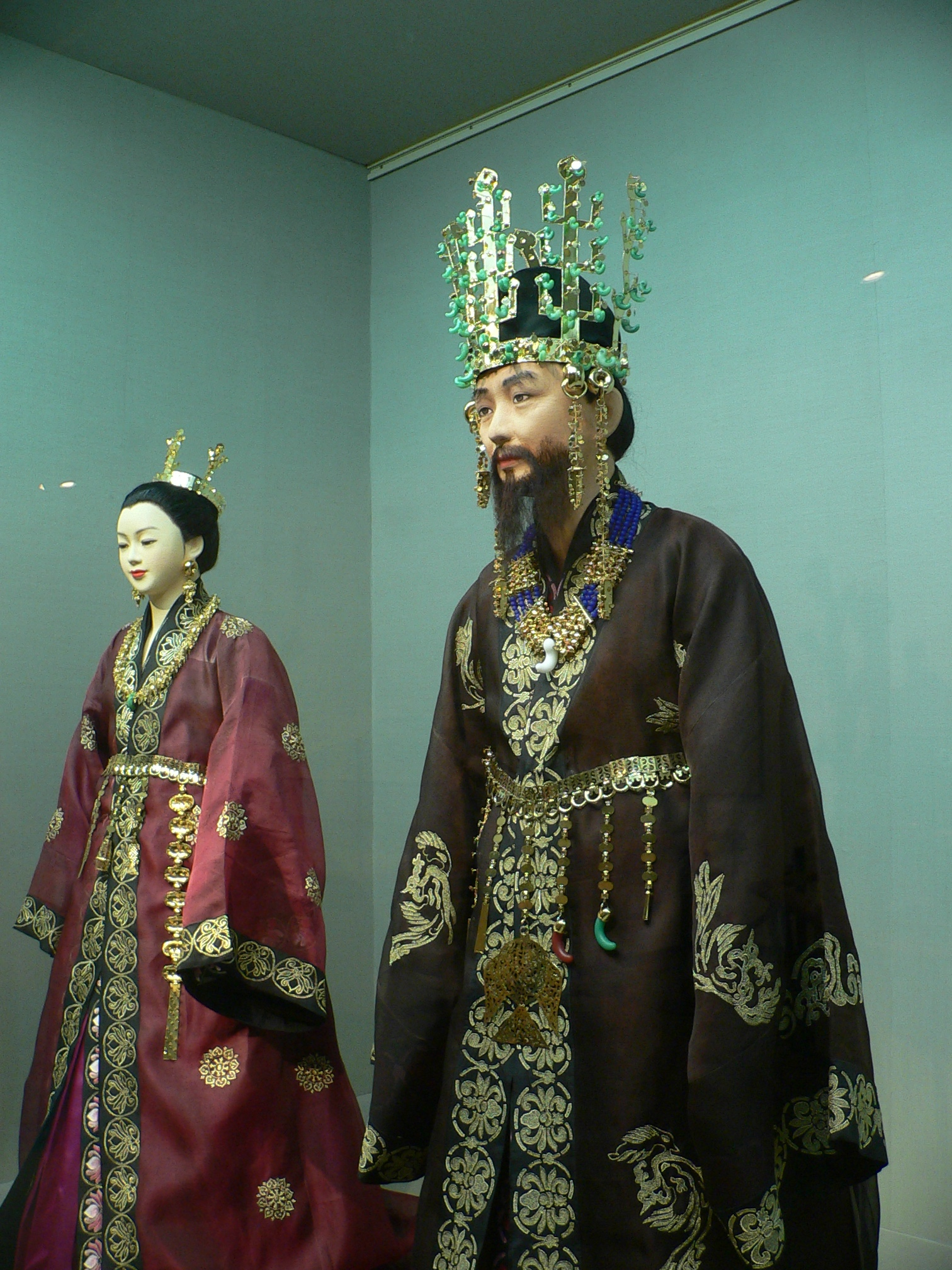
新羅の王と王妃
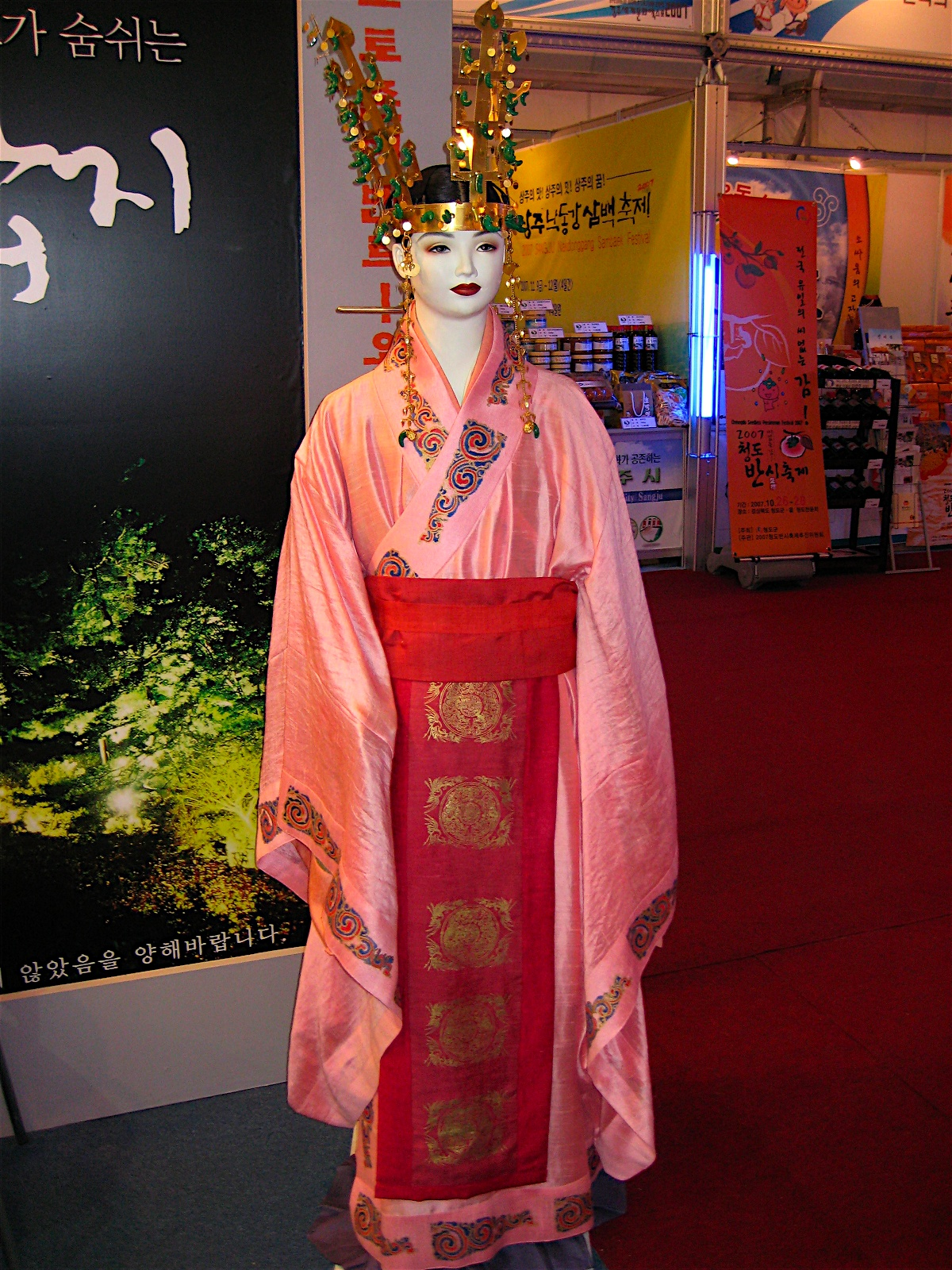
新羅の女王
敬順王

### 高句麗

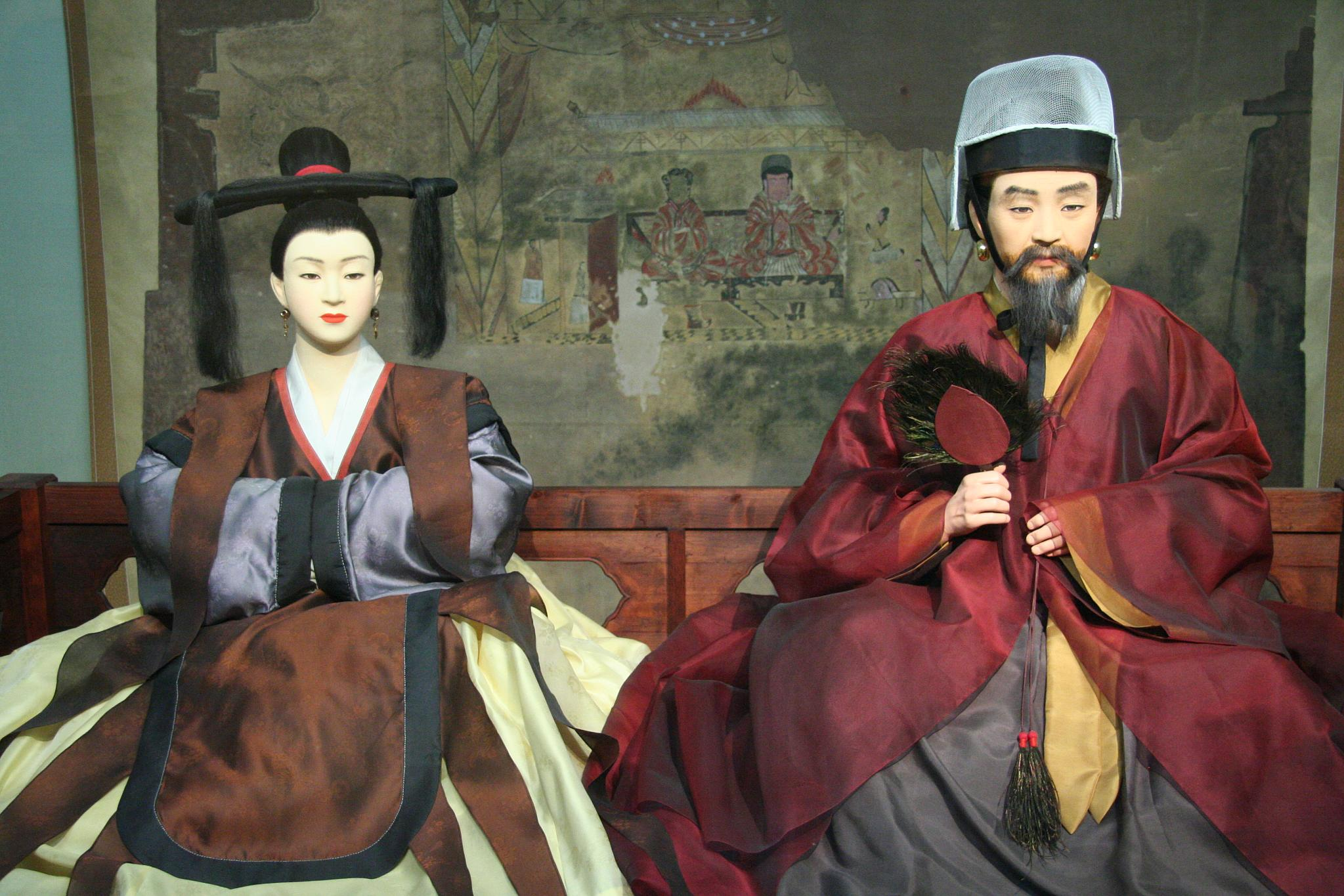
王と王妃
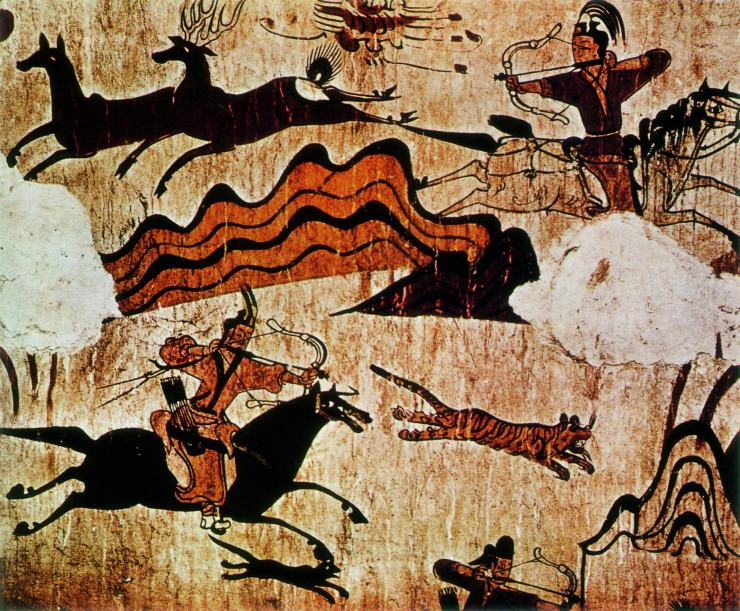
高句麗の壁畵の男性
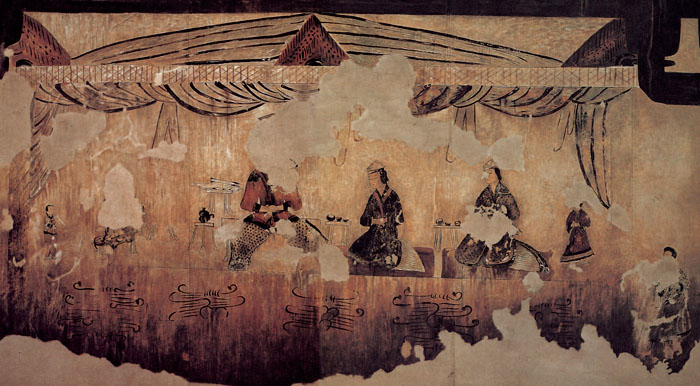
高句麗人
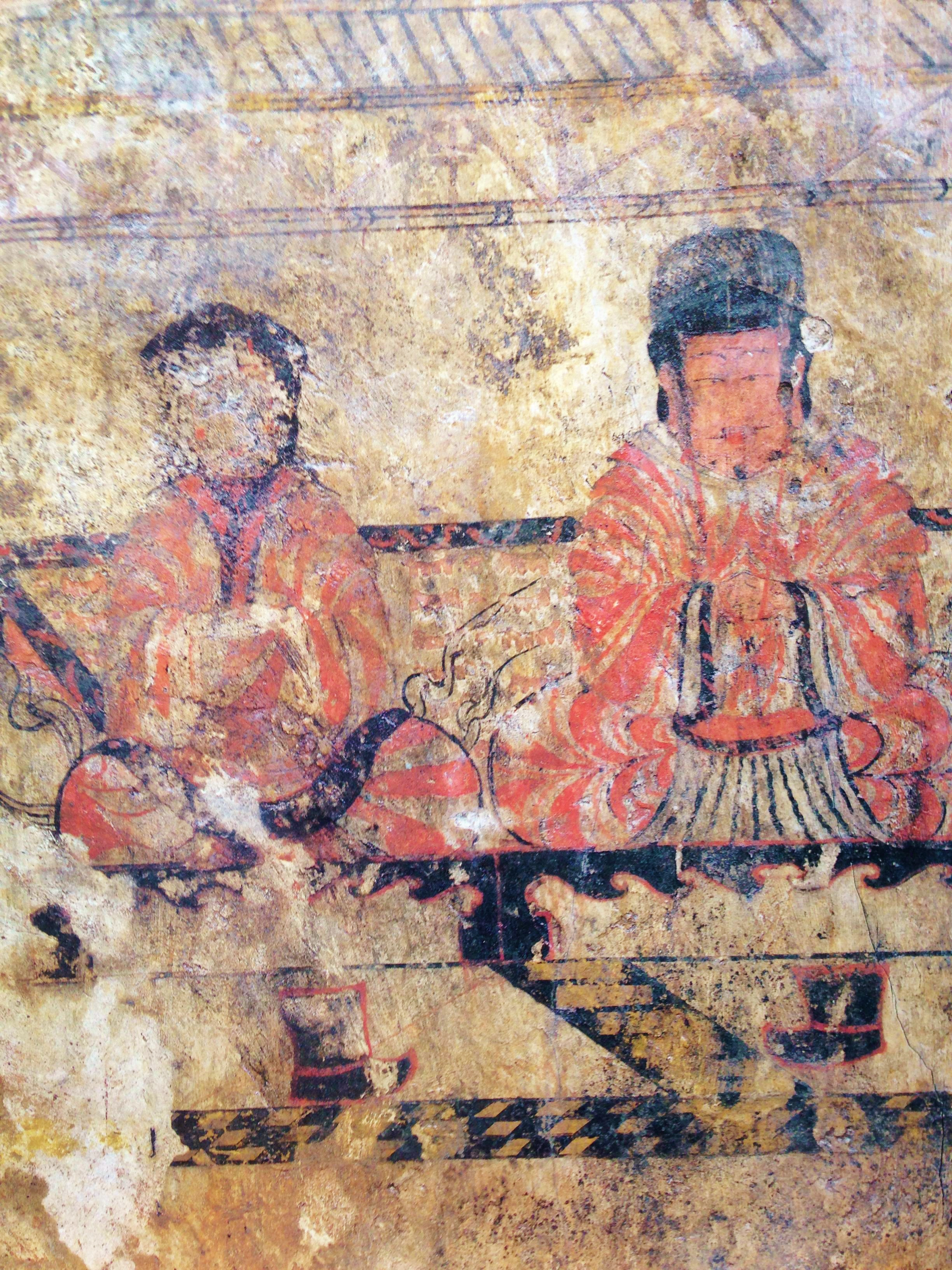
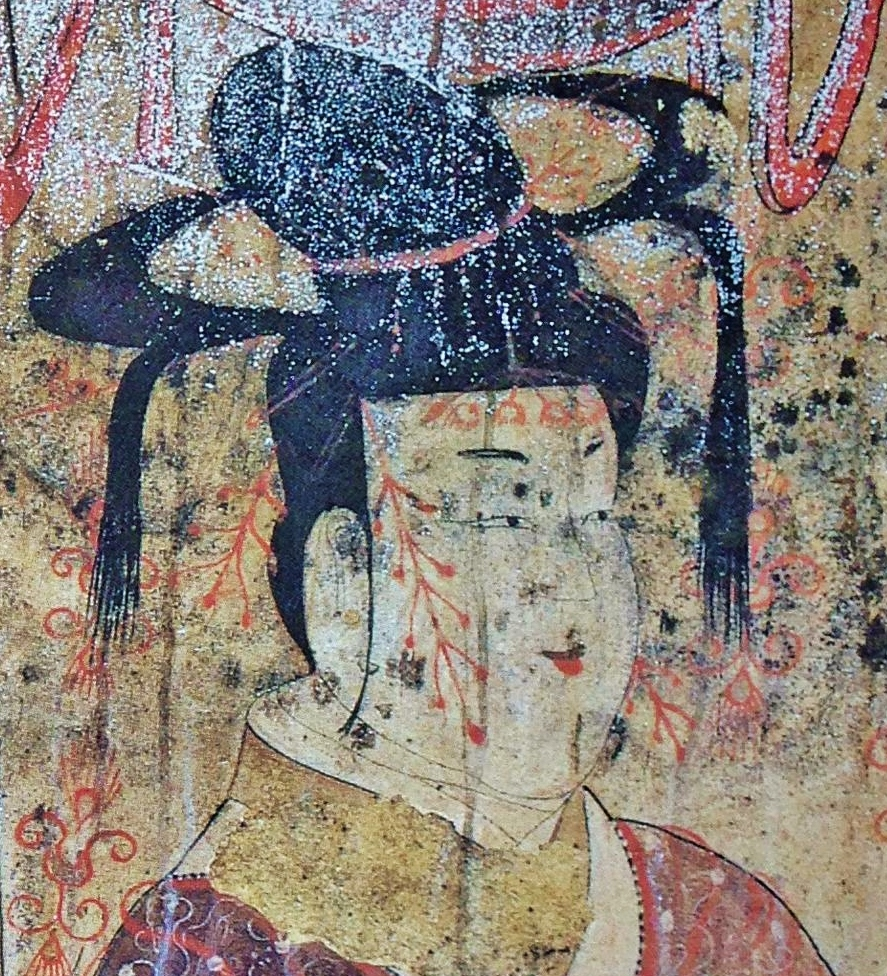
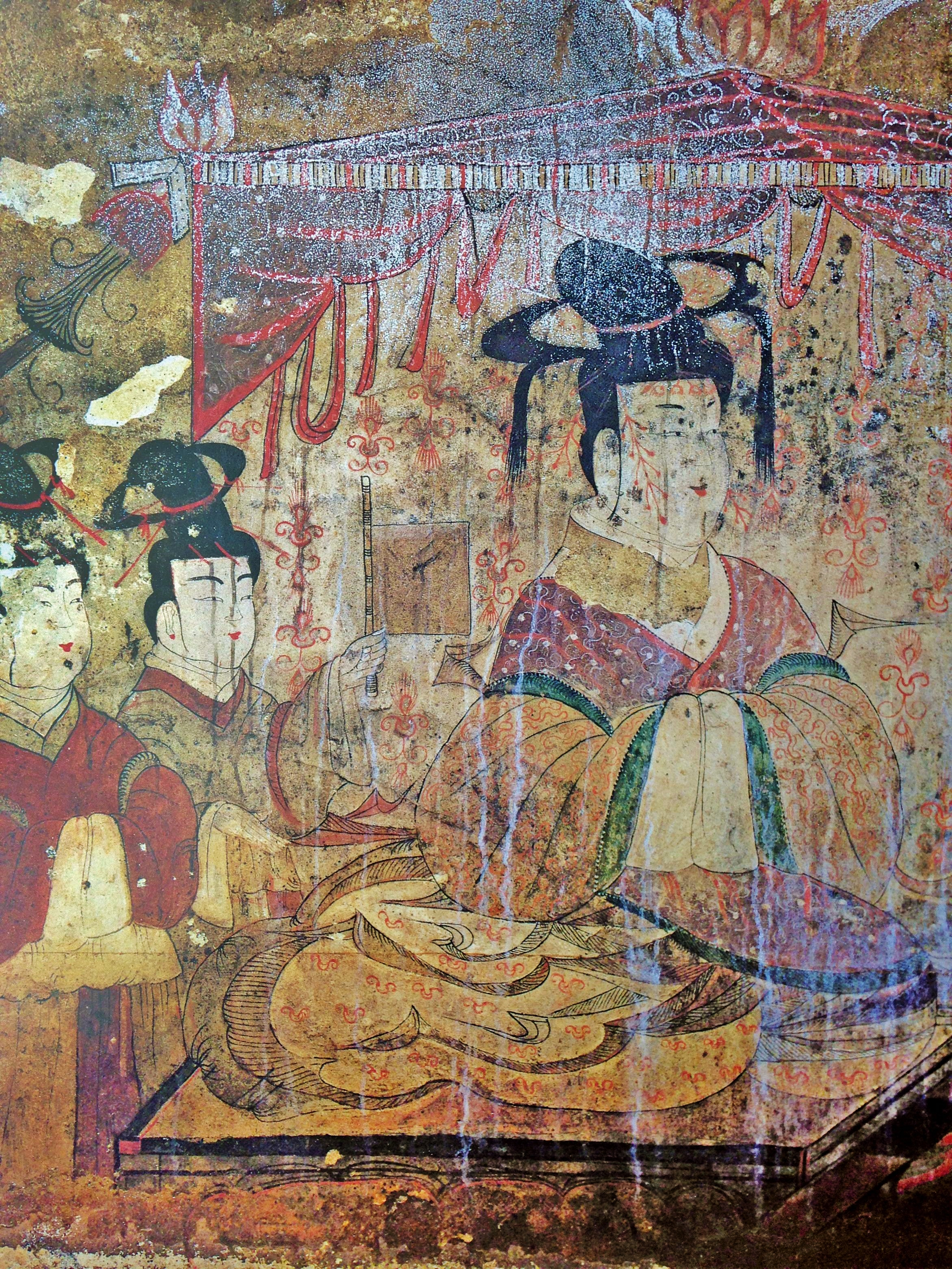
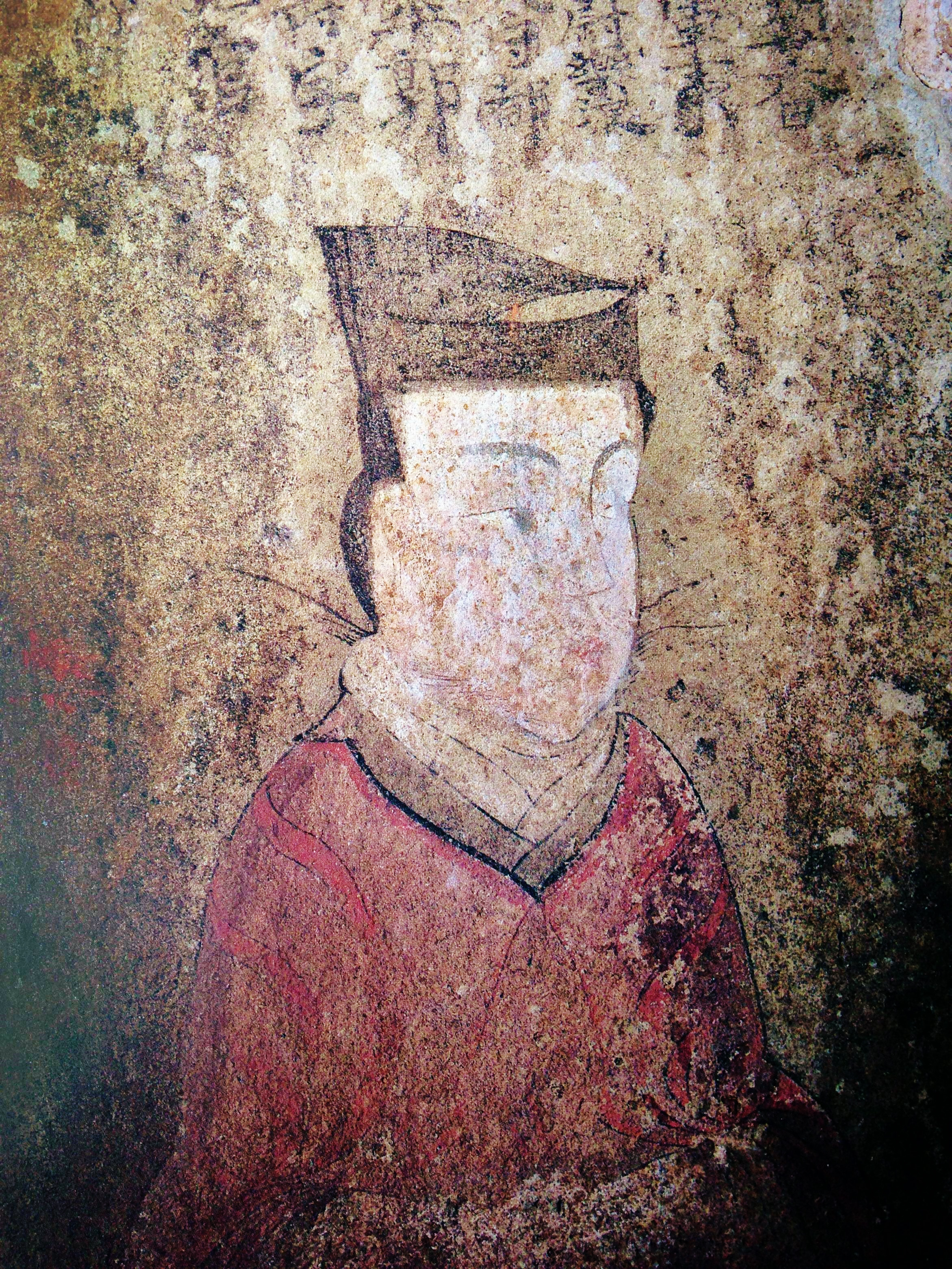
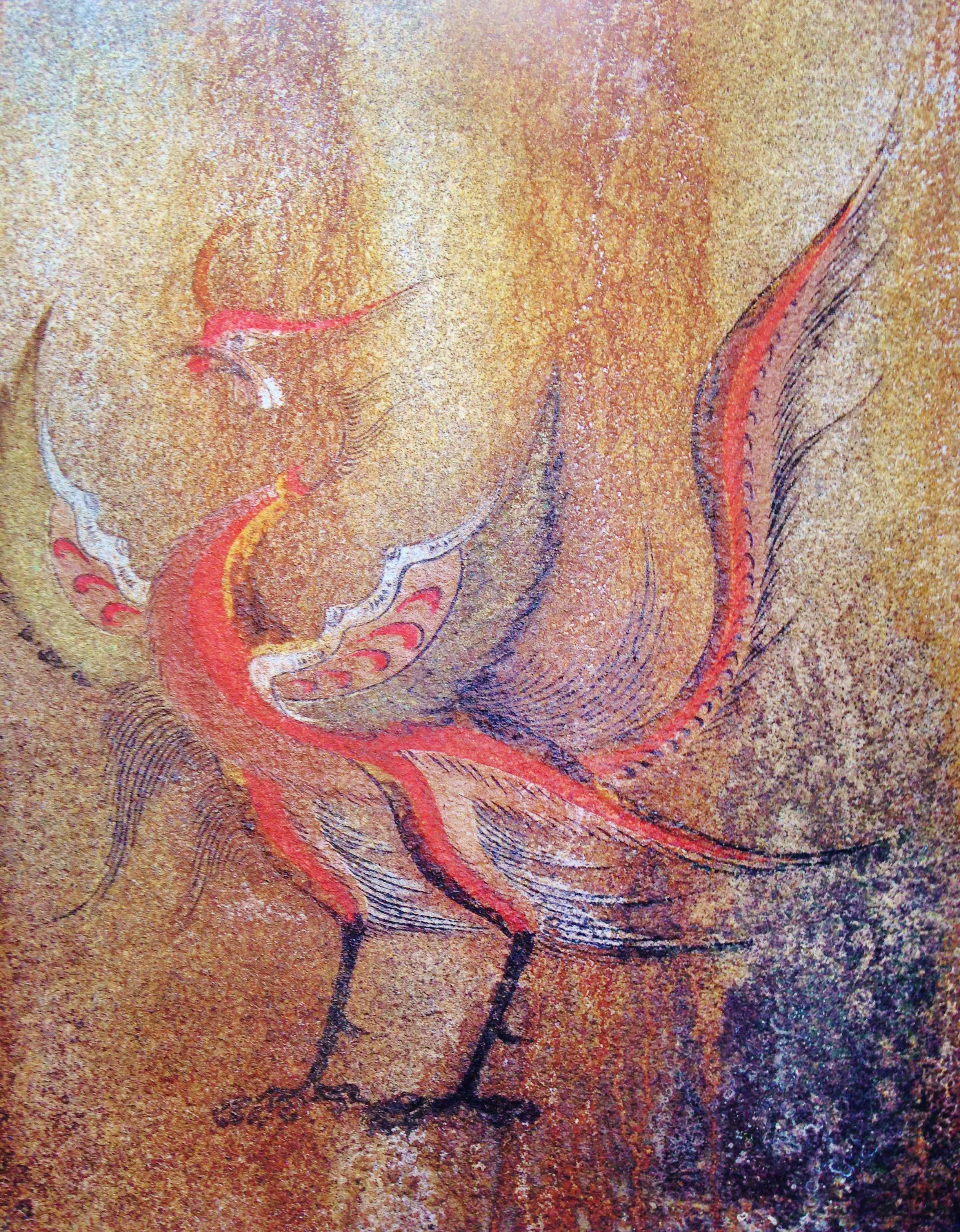
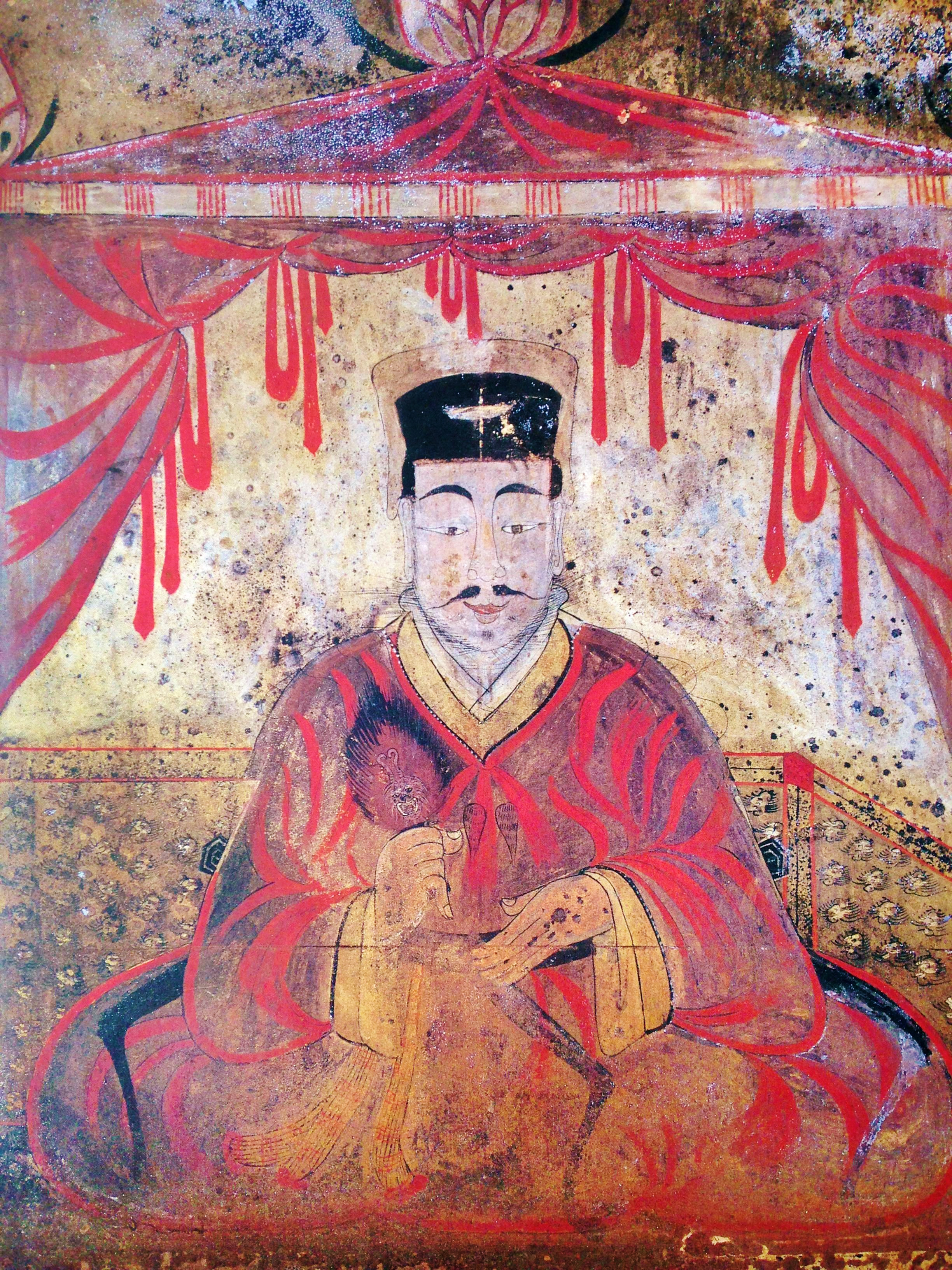
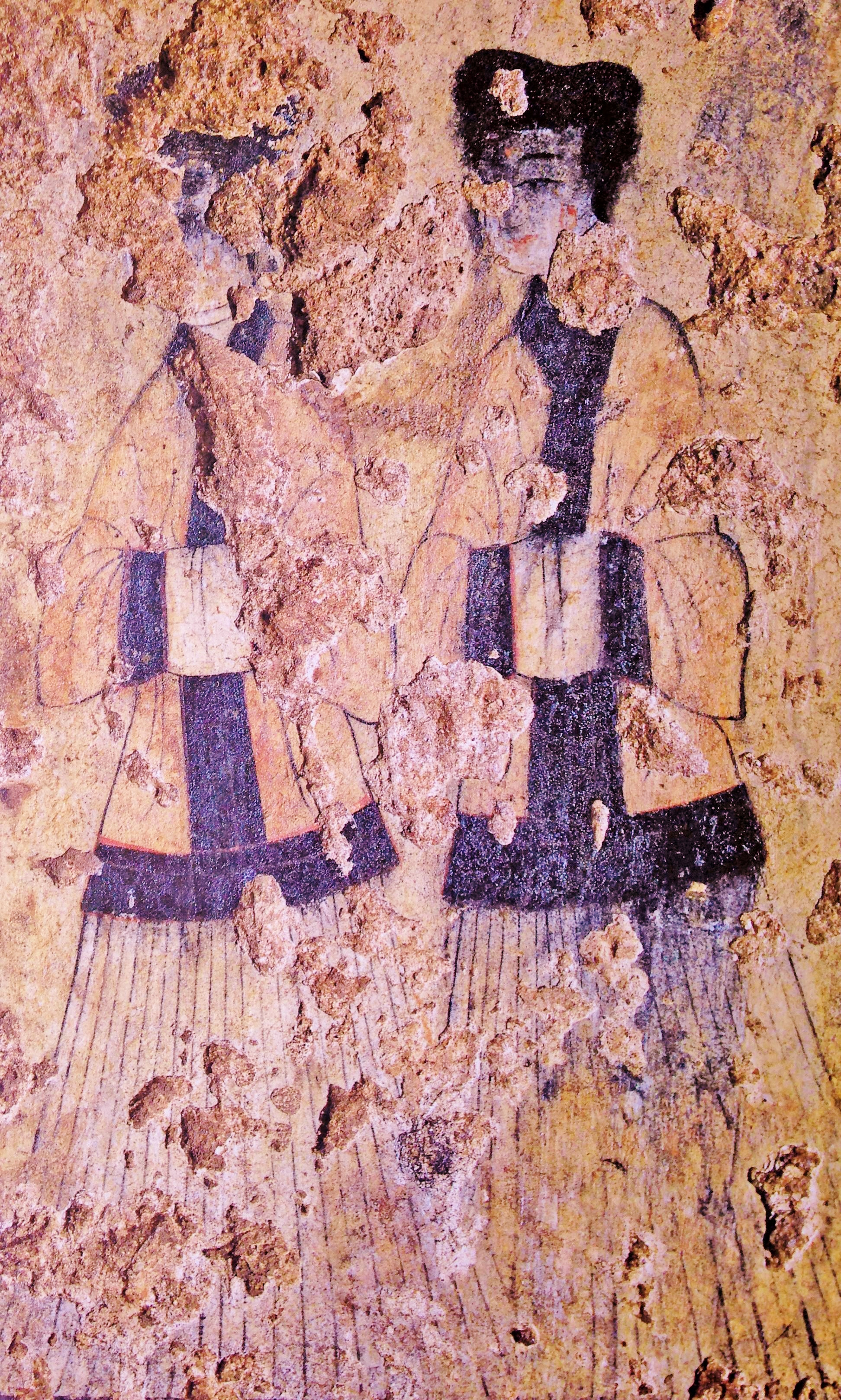

### 高麗時代

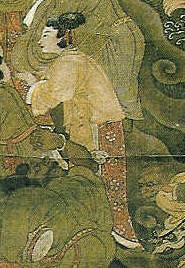
高麗の女性
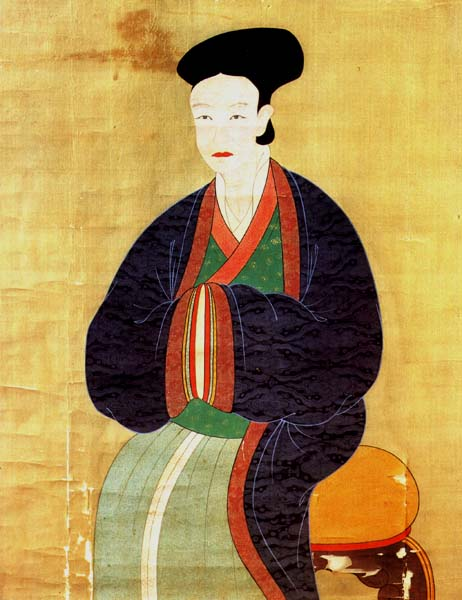
高麗の女性
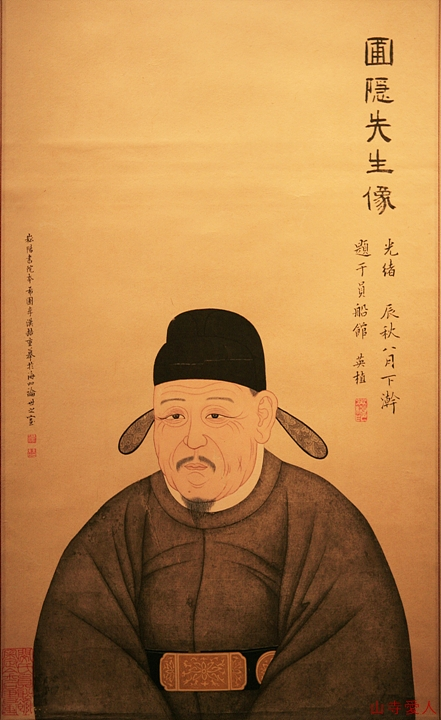
鄭夢周（高麗末の儒學者）

### 中世時代から朝鮮時代中期まで
北方アジアの遊牧民が着ていた、胡服の流れをくんでいると言われ、それに中国など外国の影響が加わって成立した衣服である。モンゴル帝国の支配下に入ると上流階級はモンゴル文化を受け容れ、韓服もその影響を受けた。パジやチョゴリの丈が変わったり小物が移入されるなど、その影響は無視できない。ちなみにモンゴルの服も北方騎馬民族の胡服の流れを汲んでいる。

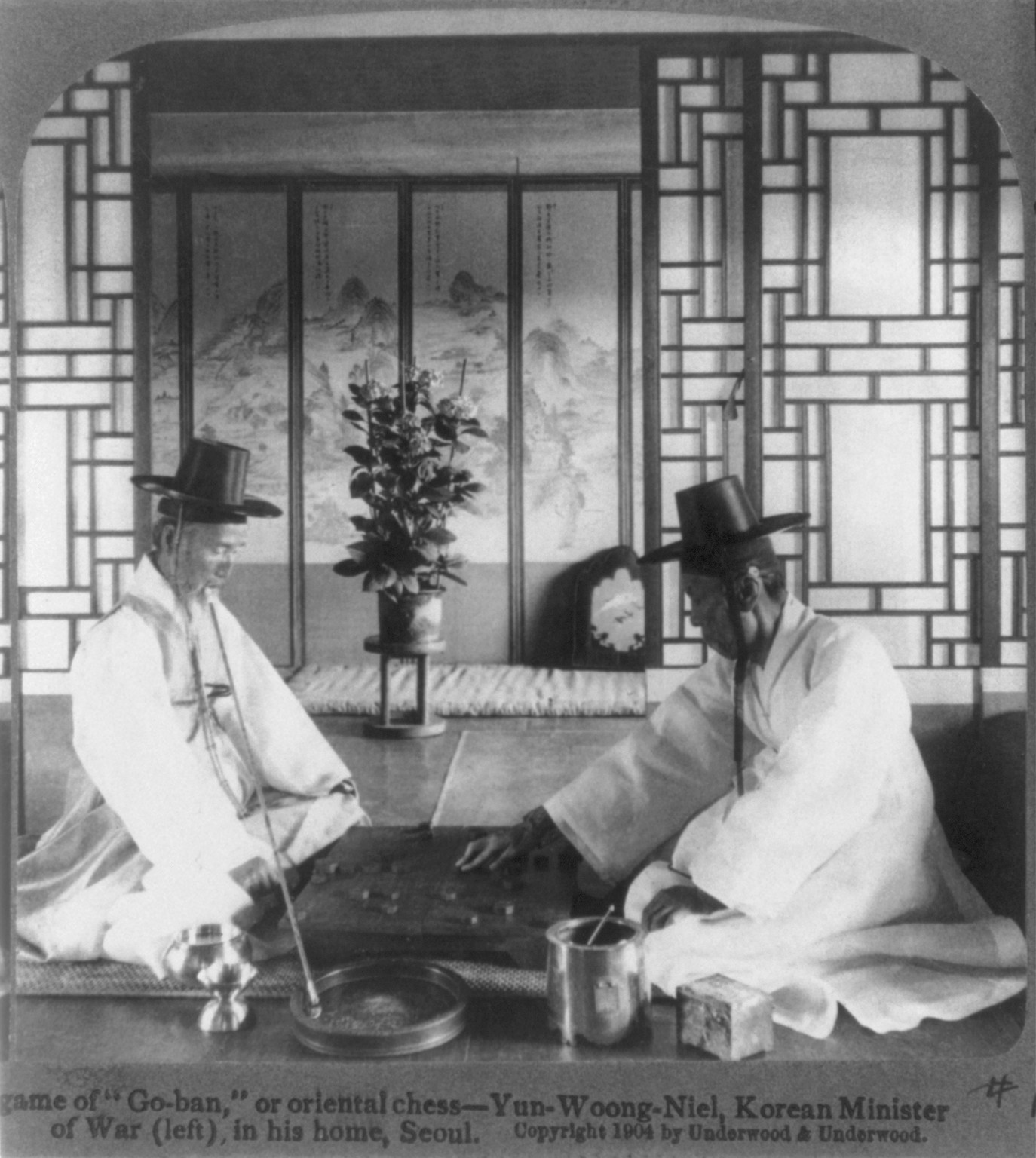
1904年大韓帝国時代。碁を打つ両班

高麗国時代にモンゴルの影響でオッコルム（服の結び紐）が初めて作られて、朝鮮時代になると今の姿に定着する。

#### 朝鮮時代後期
全体的に白衣を着るようになったのは朝鮮後期。

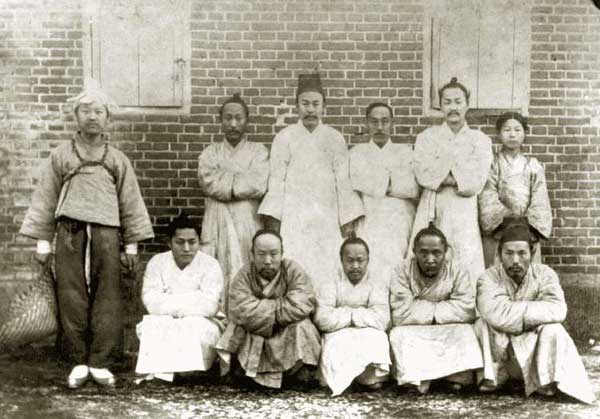
1899年大韓帝国時代

エルンスト・ヤーコプ・オッペルト（Oppert, E.J.）は、彼の著書『朝鮮紀行』（"Ein verschlossenes Land.  Reisen nach Corea"）で「服は男性も女性も多白（染色前の色でキナリとアイボリーの様な色）である。」と述べており、ラゲリー（Laguerie、V.de）も「ゆっくりとどっしりに歩いてすべての人が白い（キナリやアイボリーのような色）服を着ている。」と述べている。朝鮮の両班のみが、色付きや柄付きの服を着ることを許されていた。

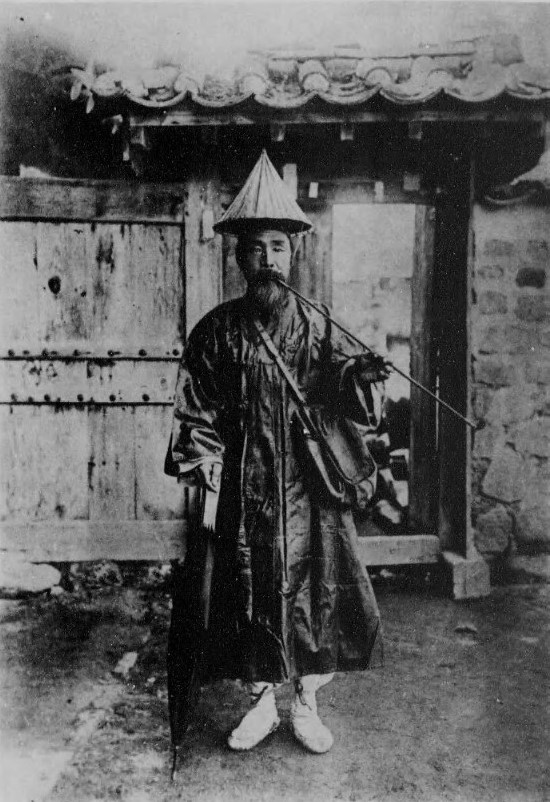
李氏朝鮮時代の郵便集配人の服装

1895年李氏朝鮮時代には、全国に変服令（변복령）と断髪令が降りると、これに抗議する断髪令騒動が起こった。その後、日本統治時代も 白衣を着る習俗に変化は見られなかった。また、日本統治時代が終わった後の朝鮮戦争時代の韓国人の服を見ても、やはり多くの人々は白衣を着ている。
初期李氏朝鮮の朝廷は水の無駄になる時、白衣が喪服の色であることを理由に禁令を出すこともあった。
ただし女性のチマはこの限りでは無く、一部の少女と未婚女性および花嫁は赤いチマ、既婚女性や中年女性は藍色のチマ、老女はあさぎ色や灰色のチマを着用することもあったという。普段は一般的に生成りの漂白されていないチマとチョゴリを主に着用した。
長かったチョゴリも後期に短い姿に変わる。男性も着けた装身具も儒教の強い影響で後期に消える。

### 近年以降

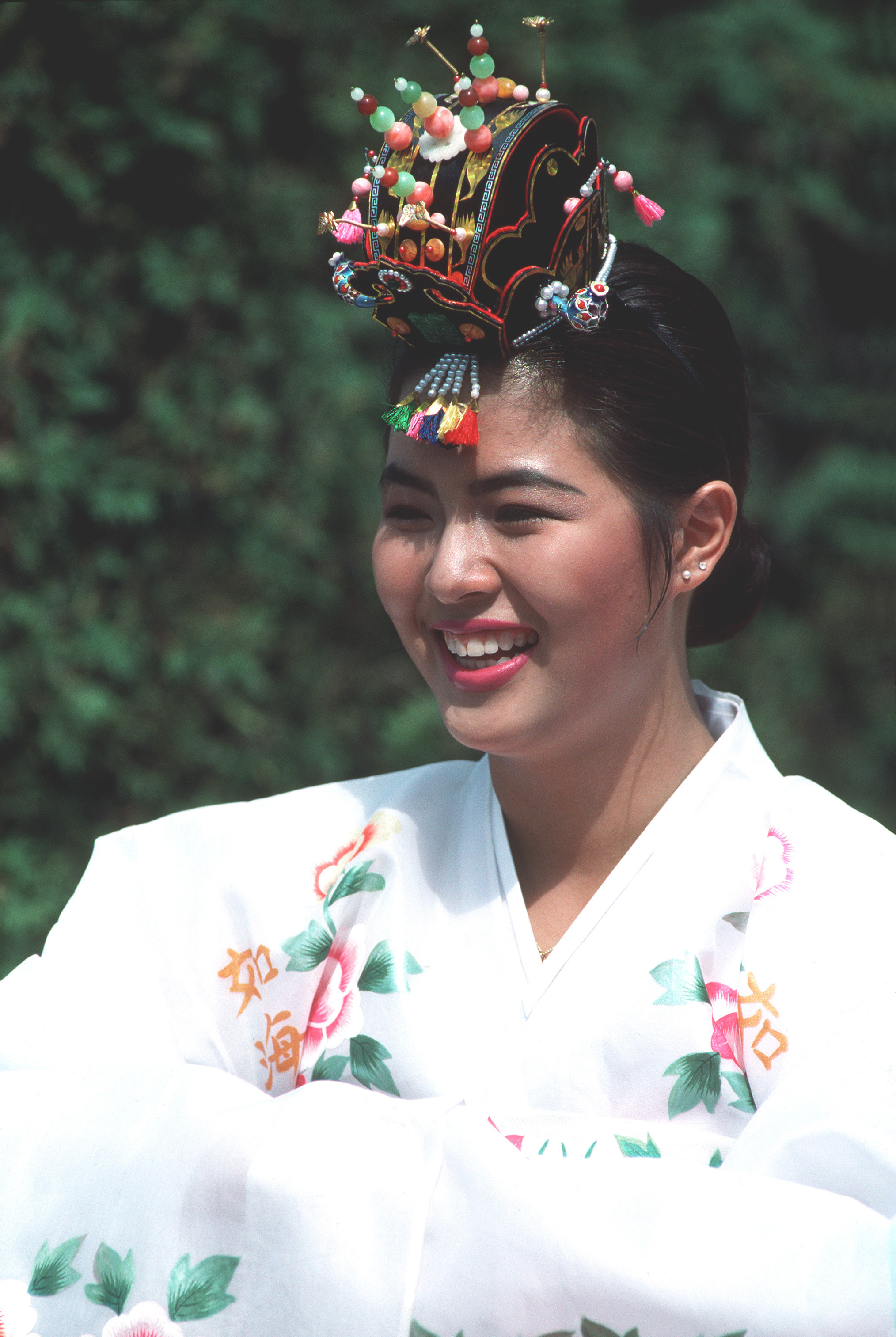
1988年大韓民国時代ソウルオリンピックのボランティア

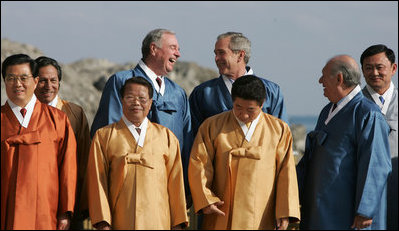
2005年大韓民国時代　釜山APEC首脳会議に周莫衣を着用する国家元首

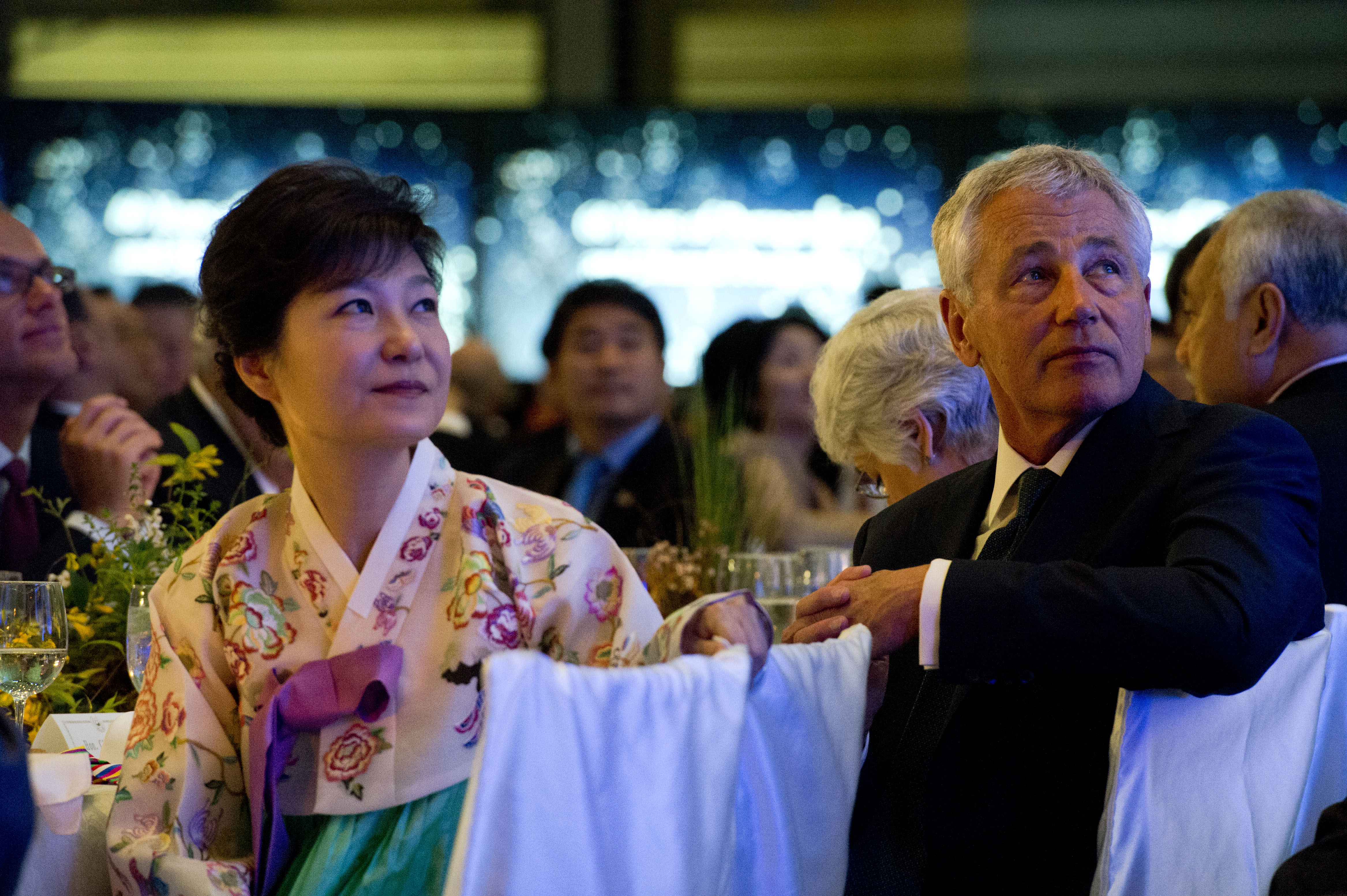
2013年大韓民国時代　大韓民国第18代大統領朴槿惠

日本では韓国・朝鮮について、長年この装いが強くイメージされ、その象徴とされることも多かった。その背景には、韓国料理店の看板にこれを着用した女性が描かれていたり、その人形が韓国からの土産物になっていることなどが挙げられる。
しかし現在では、常時着用する習慣は慶尚南道河東郡（智異山麓）にある青鶴洞のみで見られ、一般的には常用されない。ただし、チマチョゴリ常用の習慣は1960年代まではあったともいわれている。
北朝鮮では主に結婚式、祭りなどの場面で着用しており、その作製の担い手は主に女性である。衣装の着用・保管・修復などの知識は家庭内で共有していることが多く、2024年にユネスコの無形文化遺産に登録された。一方、日本国内にある朝鮮学校では、男子生徒は学ランが基本な一方で、中級部（中学校）・高級部（高等学校）の女子生徒のみ制服としてチマチョゴリの様式にしている。（→朝鮮学校#制服の項参照）。朝鮮学校の女子制服は白いチョゴリと黒いチマを着用させるものだが、北朝鮮でこの色彩のチマチョゴリが正装時の女性の服装になっている。なお、韓国ではこの色彩のチマチョゴリは見られない。
韓国では朝鮮時代に王族以外は白一色であった韓服をカラフルや着脱容易にした「改良韓服」（개량한복、ケリャンハンボク）というものが登場している。これは韓服を現代生活の中で手軽に着られるようにアレンジしたもので、「生活韓服」ともいう。活動しやすいよう丈が短めであったり、ドレスのようにオーガンジーなどの素材を使ったものがあるが、これさえも日常的に着ている者は極少数である。なお、最近、民族史觀高等學校や台章高等學校など一部の学校で、改良韓服を制服として採用した。

## 種類

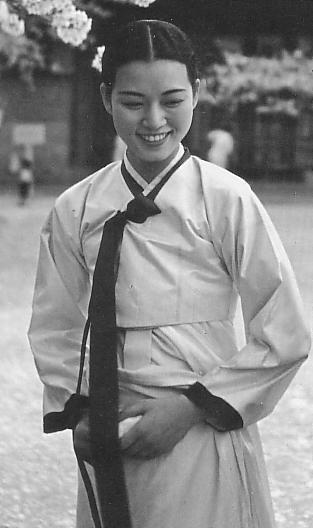
1935年日本統治時代、伝統的な赤古里を着用した女性

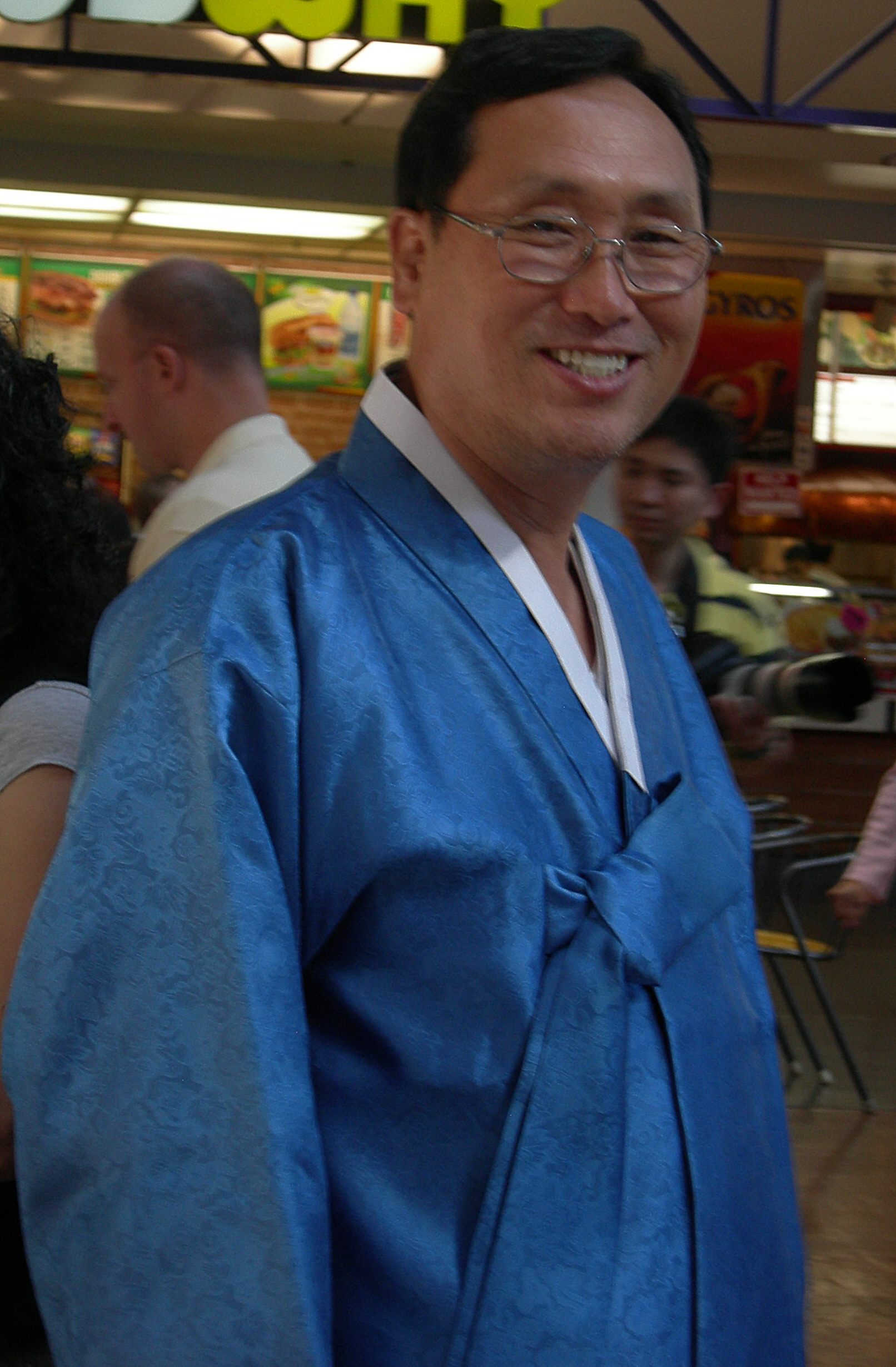
2007年大韓民国時代、現代韓服の道袍を着用する男性

チョゴリ（赤古里）
上着。もともと身丈は腰まで届く長さがあったが、やがて胸を露出するほど短くなり、その後再び長くなった。現代では、男性用の方が女性用より身丈が長い。袖や襟の形には時代ごとに流行がある。
オッコルム
チョゴリについたリボン状の紐。チョゴリを留める紐（現在ではボタン）は別にあるが、本来は上前を留めるためについている服の結び紐。チョゴリの身丈が短くなるにつれ、現代では装飾的な役割を持つ。
バジ
男性用のズボンの様な袴。現代では洋服のズボンの意味でも使われ、韓国ではジーンズを「チョンパジ（청바지、青パジ）」、半ズボンや短パン、ハーフパンツの類を「パンパジ（반바지、半パジ）」などと呼んでいる。
チマ
女性用のスカート。巻きスカート形式で胸の下で紐を結び固定する。近代以降になると肩紐がつくようになり、現代では洋服のスカートの意味でも使われる。
ソゴッ
和服で言えば襦袢・湯文字などに相当する下着。
トゥルマギ（外套）
和服で言えば羽織・被布などに相当する。
カッチョゴリ/マゴジャ
防寒用にウサギの毛を挟み込んだ丈の短い羽織。
ペジャ
チョッキに相当。
コイテンギ
礼装において、かんざし（ピニョ）に巻いて前へ垂らすリボン。
カッ
シルクハットに似た形の男性用の冠。
- 1910年日本統治時代に伝統的な韓服を着ている高宗と家族
- 1910年日本統治時代に伝統的な圓衫を着用した純貞孝皇后
- 1923年日本統治時代に伝統的な唐衣を着用した徳恵翁主
- 1910年頃日本統治時代に高宗光武帝初代大韓帝国皇帝
- 1910年頃日本統治時代に伝統的な圓衫を着用した純献皇貴妃
- 1910年頃日本統治時代に伝統的な圓衫を着用した貴人梁氏

ウォンサム（圓衫）
朝鮮王朝時代の王侯貴族女性の正礼装。絹地に金箔などの装飾が施されている大袖の衣装で、チマチョゴリの上に着用する。地色は着用者の位階によって黄・紅・紫・緑に分かれる。
タンウィ（唐衣）
前後に長い垂れのあるチョゴリ。王侯貴族女性の第二礼装。これもチマチョゴリの上に着用する。
チァンオッ
朝鮮王朝時代の貴族や名家の女性が外出する際、顔と体を隠すために用いたトゥルマギに近い形の衣装。ブルカやチャードルのように頭から被る。
スゲチマ
朝鮮王朝時代の庶民の女性が外出する際、顔と体を隠すために用いたチマに近い形の衣装。着用法はチャンオッと同じ。
トポ（道袍）
男性の略礼装。トゥルマギより身幅を広く取り、袖幅・袖丈を大きくした衣装。
- 黒巾靑袍を着用した興宣大院君の肖像画
- カッ
- バジ
- マゴジャ

### 文化イベントにおける衣装
- 大阪府・四天王寺ワッソで、現代韓服の圓衫を着用した女性
- 唐衣
- 結婚式で現代韓服の官服と闊衣を着用した新郎新婦
- 闊衣